# Mode de gestió de sistema
El mode de gestió de sistema (System Management Mode, SMM, en anglès) és una manera d'operació llançada per primera vegada amb l'Intel 386SL i disponible a microprocessadors posteriors de l'arquitectura x86, en el qual és suspesa tota l'execució normal (incloent-hi el sistema operatiu), i és executat un programari especial separat en una manera d'alt privilegi (usualment un depurador a microprogramari o assistit per maquinari). Alguns usos comuns de l'SMM són: per emular el maquinari de la targeta mare que no està implementada o té errors, operacions de gestió d'energia, com encesa de ventiladors, per emular un ratolí o un teclat PS/2 des d'un USB, funcions de seguretat del sistema, com apagar l'ordinador quan hi ha una massa alta temperatura a la CPU o Configuració del sistema, com per exemple en els ordinadors notebook de Toshiba i IBM. A l'SMM s'hi entra mitjançant la SMI, interrupció de gestió del sistema (system management interrupt), que és causada per:
- El maquinari de la targeta mare enviant un senyal per mitjà d'un pin designat del xip processador. Aquest senyal pot ser un esdeveniment independent, o disparat pel programari del sistema via una lectura d'I/O d'una localització considerada especial per la lògica de la targeta mare (el port $ B2 és comú).
- Una escriptura d'E/S cap a una localització que el firmware ha sol·licitat perquè el xip del processador actuï.

## Problemes
- Ja que el codi de SMM (controlador de SMI) està instal·lat pel firmware del sistema (BIOS), el sistema operatiu i el codi del SMM poden tenir expectatives sobre els paràmetres del maquinari que siguin incompatibles, per exemple diferents opcions de com ha de ser iniciat l'APIC.
- Les operacions en el SMM prenen temps de CPU fora del sistema operatiu, ja que l'estat de la CPU ha de ser emmagatzemat a la memòria (SMRAM) i qualsevol cache writeback ha de ser netejat. Això pot desviar el comportament de temps real i causar que es perdin ticks de rellotge.
- Pot ser necessari un analitzador lògic digital per determinar si el SMM està actuant.
- Recuperant el codi del controlador del SMI per a analitzar-lo per errors, vulnerabilitats, i secrets requereix un analitzador lògic o desacoblar el firmware del sistema.